# Lonchocarpus heptaphyllus
Lonchocarpus heptaphyllus, também conhecido como barbasco, é uma espécie vegetal de timbó da família Fabaceae.